# Abderahim Benkajjane
Abderahim Benkajjane (ou Abdrrahim) est un footballeur franco-marocain né le 1er juin 1983 à Saint-Dié en France. Il évolue au poste de défenseur.
Natif des Vosges, il passe son enfance à Raon-l'Étape et fréquente le lycée Jules-Ferry de Saint-Dié. Il y décroche le baccalauréat en 2003, en série STT. Il choisit cependant de faire carrière dans le football, accompagnant un temps son grand frère Hassan, attaquant du club local, puis repéré par des clubs marocains.

## Carrière
- 2002-2007 :  US Raon-l'Étape
- 2007-2008 :  SC Feignies
- 2008-2009 :  KAC Marrakech
- 2009-2013 :  Wydad Casablanca
- 2013-2014 :  Khaitan SC
- 2014-2016 :  MAS de Fès[1]
- 2016 :  CA Khénifra

## Palmarès
- Championnat du Maroc
  - Champion en 2010 avec le Wydad de Casablanca
- Ligue des champions africaine
  - Finaliste en 2011 avec le Wydad de Casablanca